# 兴莲站
兴莲站，位于黑龙江省佳木斯市郊区兴莲乡，是绥佳铁路的沿线车站。建于1941年，为四等站。本站目前办理客运业务。